# Seznam uměleckých realizací ve veřejném prostoru v Holešovicích
Seznam uměleckých realizací v Holešovicích v Praze 7 a 1 obsahuje tvorbu výtvarných umělců umístěnou ve veřejném prostoru v katastrálním území Holešovice. Seznam je řazen podle ulic a nemusí být úplný.

## Seznam uměleckých realizací
| Název                                                                                                 | Fotografie                                                                                    | Lokace                                                        | Autor                                                                | Rok       | Popis                                                 | Poznámka |
| --- | --------------------------------------------------------------------------------------------- | ------------------------------------------------------------- | -------------------------------------------------------------------- | --------- | ----------------------------------------------------- | --- |
| Point Bird                                                                                            |                                                                                               | Bubenská 1477/1 50°5′53,49″ s. š., 14°26′12,53″ v. d.         | Jan Kaláb (*1978)                                                    | 2022      | socha laminát                                         | Budova Elektrických podniků                                                                                                 |
| Fontána s plastikami fauna a víly ve stanici metra Vltavská                                           | Kategorie „Vltava fountain (Vltavská station)“ na Wikimedia Commons                           | Bubenské nábřeží 463/1 50°5′58,63″ s. š., 14°26′19,65″ v. d.  | Miroslav Hudeček (*1935) Olga Hudečková (*1936) arch. Vladimír Uhlíř | 1982–1984 | fontána, socha; beton, kamenina                       | Metro C-Vltavská |
| Kruhová vitráž pro stanici metra Vltavská                                                             | Kategorie „Vltava (stained-glass window by Jan Fišera and Václav Zajíc)“ na Wikimedia Commons | Bubenské nábřeží 463/1 50°5′57,43″ s. š., 14°26′18,34″ v. d.  | Václav Zajíc (*1951) Jan Fišera (*1950)                              | 1984      | vitráž, sklo                                          | Metro C-Vltavská |
| neuveden (†)                                                                                          | Kategorie „Names Fest 2008 (metro Vltavská)“ na Wikimedia Commons                             | Bubenské nábřeží 463/1 50°5′56,43″ s. š., 14°26′19,98″ v. d.  | Mode 2 (*1967)                                                       | 2008      | mural                                                 | Metro C-Vltavská; festival Names Fest 2008, odstraněno 2018 při rekonstrukci                                                |
| Muž s býkem                                                                                           | Kategorie „Muž s býkem (Bohuslav Schnirch)“ na Wikimedia Commons                              | Bubenské nábřeží 306/13 50°5′54,11″ s. š., 14°26′45,86″ v. d. | Bohuslav Schnirch (1845–1901)                                        | 1895      | socha, pískovec                                       | před vchodem do Holešovické tržnice, východní část                                                                          |
| Muž s býkem                                                                                           | Kategorie „Muž s býkem (Čeněk Vosmík)“ na Wikimedia Commons                                   | Bubenské nábřeží 306/13 50°5′54,19″ s. š., 14°26′44,32″ v. d. | Čeněk Vosmík (1860–1944)                                             | 1895      | socha, pískovec                                       | před vchodem do Holešovické tržnice, západní část                                                                           |
| Stěna z pohledového betonu pro budovu Vodních staveb Praha (Vltava)                                   | Kategorie „Vltava (Josef Klimeš)“ na Wikimedia Commons                                        | Dělnická 213/12 50°6′10,73″ s. š., 14°26′44,5″ v. d.          | Josef Klimeš (1928–2018)                                             | 1982–1984 | reliéf, beton                                         | budova Vodních staveb Praha                                                                                                 |
| Humanita                                                                                              | Kategorie „Humanita (Jan Štursa)“ na Wikimedia Commons                                        | Hlávkův most 50°5′51,45″ s. š., 14°26′15,67″ v. d.            | Jan Štursa (1880–1925)                                               | 1913      | sousoší, pískovec                                     | severní předmostí, východní část                                                                                            |
| Práce                                                                                                 | Kategorie „Práce (Jan Štursa)“ na Wikimedia Commons                                           | Hlávkův most 50°5′50,56″ s. š., 14°26′11,6″ v. d.             | Jan Štursa (1880–1925)                                               | 1913      | sousoší, pískovec                                     | severní předmostí, západní část                                                                                             |
| Plastické vápencové objekty na předmostí Hlávkova mostu (Patníky)                                     | Kategorie „Patníky (Jiří Babíček)“ na Wikimedia Commons                                       | Hlávkův most 50°5′50,7″ s. š., 14°26′12,56″ v. d.             | Jiří Babíček (*1930)                                                 | 1983      | patníky, vápenec                                      | podchod na holešovické straně Hlávkova mostu                                                                                |
| Stonek                                                                                                |                                                                                               | Jankovcova 50°6′26,68″ s. š., 14°27′13,83″ v. d.              | Čestmír Suška (*1952)                                                | 2006      | socha, železo                                         | osazeno 2018; vnitroblok |
| Koule z koleček                                                                                       |                                                                                               | Jankovcova 50°6′26,37″ s. š., 14°27′12,9″ v. d.               | Čestmír Suška (*1952)                                                | 2017      | socha, železo                                         | osazeno 2017; vnitroblok |
| Fontána u budovy bývalého PZO KOVO (†)                                                                |                                                                                               | Jankovcova 1518/2 50°6′15,24″ s. š., 14°27′23,13″ v. d.       | neuveden                                                             | 1974–1977 | fontána, kov                                          | před bývalým Podnikem zahraničnícho obchodu Kovo, zaniklo roku 2003                                                         |
| Dětská postava (†)                                                                                    |                                                                                               | Janovského 995/52 50°6′14,25″ s. š., 14°26′0,31″ v. d.        | Pavla Svobodová                                                      | 1979      | socha, bronz                                          | mateřská škola odstraněno roku 2013                                                                                         |
| Neuveden                                                                                              |                                                                                               | Jateční 498/39 50°6′1,54″ s. š., 14°27′5,43″ v. d.            |                                                                      | 2004      | socha                                                 | CowParade Praha 2004 |
| Keramická mozaika na souboru čtyř větracích komínů Letenského tunelu                                  | Kategorie „Ventilation towers of Letenský tunel“ na Wikimedia Commons                         | Kostelní 50°5′47,38″ s. š., 14°25′27,51″ v. d.                | Zdeněk Sýkora (1920–2011)                                            | 1969      | mozaika, keramické dlaždice                           | Kulturní památka rejstř. číslo ÚSKP 100579                                                                                  |
| Plastiky pro mateřskou školu v Kostelní ulici                                                         |                                                                                               | Kostelní 37/7 50°5′50,68″ s. š., 14°25′47,74″ v. d.           | Jiří Černoch (1926–2013)                                             | 1980      | socha, keramika                                       | mateřská škola zahrada |
| Keramická kašna glazovaná a přítokový solitér na mytí ovoce v obchodním pavilónu ovoce a zeleniny (†) |                                                                                               | Letenské náměstí 50°6′0,33″ s. š., 14°25′26,03″ v. d.         | Olga Hudečková (*1936) Miroslav Hudeček (*1935)                      | 1986      | fontána, keramika                                     | před nákupním centrem |
| Sedící žena                                                                                           | Kategorie „Sedící žena (Jan Kodet)“ na Wikimedia Commons                                      | Letenské sady 50°5′44,45″ s. š., 14°25′23,12″ v. d.           | Jan Kodet (1910–1974)                                                | 1977      | socha, pískovec                                       | Letenské sady, roku 1977 osazeno v malostranských Vojanových sadech, od roku 1990 v parku na Letné                          |
| Poslední pěšák šachové hry                                                                            | Kategorie „Poslední pěšec (Stanislav Hanzík)“ na Wikimedia Commons                            | Letenské sady 50°5′43,33″ s. š., 14°25′17″ v. d.              | Stanislav Hanzík (1931–2021)                                         | po 1971   | socha, leštěná žula                                   | Letenské sady |
| Stojící dívka (†)                                                                                     |                                                                                               | Letenské sady 50°5′47,9″ s. š., 14°25′48,75″ v. d.            | Marta Jirásková (1898–1981)                                          | 1950      | socha, fontána; kámen                                 | Československý pavilon Expo 1958, přemístěno do depozitáře galerie v Trojském zámku                                         |
| Žena                                                                                                  | Kategorie „Žena (Jan Kodet)“ na Wikimedia Commons                                             | Letenské sady 50°5′44,38″ s. š., 14°24′35,62″ v. d.           | Jan Kodet (1910–1974)                                                | 1957      | socha, pískovec                                       | západní část parku |
| Tulipán                                                                                               | Kategorie „Poutač Tulipán (Holešovice)“ na Wikimedia Commons                                  | Milady Horákové 384/83 50°5′59,26″ s. š., 14°25′20,4″ v. d.   | neuveden                                                             |           | poutač; sklo, slitiny železa a neželezné kovy         | u vchodu |
| Plastika Děvče s kolem pro MŠ U Uránie (†)                                                            |                                                                                               | Na Maninách 1080/29a 50°6′26,23″ s. š., 14°27′8,51″ v. d.     | Pavla Svobodová                                                      | 1977      | socha                                                 | mateřská škola, zaniklo |
| Keramické ztvárnění kolektoru na předmostí Hlávkova mostu                                             | Kategorie „Kolektor na předmostí Hlávkova mostu“ na Wikimedia Commons                         | Nábřeží Kapitána Jaroše 50°5′50,68″ s. š., 14°26′5,76″ v. d.  | Aleš Werner (*1952)                                                  | 1983      | architektonický prvek, keramika                       | severní předmostí Hlávkova mostu                                                                                            |
| Čtyři dřevěné objekty pro jesle v ulici Nad Štolou (†)                                                |                                                                                               | Nad štolou 1282/8 50°5′54,28″ s. š., 14°25′21,78″ v. d.       | Magdalena Jetelová (*1946)                                           | 1984      | herní prvek, dřevo                                    | zaniklo |
| Reliéf Země a Slunce                                                                                  |                                                                                               | Nad štolou 1510/1 50°5′51,95″ s. š., 14°25′20,44″ v. d.       | Valerián Karoušek (1929–1970)                                        | reliéf    | kámen, beton                                          | Gymnázium Nad Štolou |
| Domovní znamení - jaro, léto, podzim, zima                                                            | Kategorie „Domovní znamení (Jiří Novák)“ na Wikimedia Commons                                 | Ortenovo náměstí 50°6′27,68″ s. š., 14°26′50,55″ v. d.        | Jiří Novák (1922–2010)                                               | 1957–1958 | vysoký reliéf, keramika                               | jaro, léto, podzim, zima, č.p. 928/30, 929/31, 930/32, 931/33                                                               |
| Garden Butterfly                                                                                      | Kategorie „Garden Butterfly (Romero Britto)“ na Wikimedia Commons                             | Ortenovo náměstí 50°6′28,78″ s. š., 14°26′52,71″ v. d.        | Romero Britto (*1963)                                                | 2014      | kov                                                   | park |
| Kašna                                                                                                 |                                                                                               | Ostrov Štvanice 50°5′44,97″ s. š., 14°26′23,27″ v. d.         | Jaroslav Bartoš (1926–2010) Josef Kales (*1934)                      | 1986      | fontána, bronz                                        | Tenisový areál Štvanice, mezi tribunou a venkovními tenisovými dvorci                                                       |
| Odpočívající dívka (Sedící)                                                                           | Kategorie „Sedící dívka (Štvanice)“ na Wikimedia Commons                                      | Ostrov Štvanice 50°5′43,22″ s. š., 14°26′15,06″ v. d.         | Jaroslav Horejc (1886–1983)                                          | 1940      | socha, bílý mramor                                    | vznik 1939–1940, osazeno 1965; park u Hlávkova mostu                                                                        |
| Tenista                                                                                               | Kategorie „Tenista (Ladislav Janouch)“ na Wikimedia Commons                                   | Ostrov Štvanice 50°5′46,8″ s. š., 14°26′20,99″ v. d.          | Ladislav Janouch (*1944)                                             | 1986      | socha, bronz                                          | Tenisový areál Štvanice |
| Cestování a cestovní ruch                                                                             |                                                                                               | Partyzánská 1504/24 50°6′35,66″ s. š., 14°26′24,1″ v. d.      | Josef Vajce (1937–2011)                                              | 1986      | reliéf, žula                                          | Nádraží Praha-Holešovice podchod                                                                                            |
| Reliéf Julia Fučíka                                                                                   | Kategorie „Julius Fučík (Stanislav Hanzík, Aleš Vašíček)“ na Wikimedia Commons                | Partyzánská 1504/24 50°6′35″ s. š., 14°26′22,9″ v. d.         | Stanislav Hanzík (1931–2021)                                         | 1984      | reliéf, zbuzanský mramor                              | Metro C-Nádraží Holešovice severní vestibul s průchodem k nádraží                                                           |
| Tři prameníky (†)                                                                                     |                                                                                               | Partyzánská 1504/24 50°6′37,98″ s. š., 14°26′23,12″ v. d.     | Miroslav Vystrčil (1924–2014)                                        | 1986      | fontána, žula                                         | nádraží Praha-Holešovice nástupiště odstraněno v letech 2013–2015                                                           |
| Řeka (5)                                                                                              | Kategorie „Řeka (Josef Klimeš)“ na Wikimedia Commons                                          | Plynární 636/21 50°6′31,15″ s. š., 14°26′25,63″ v. d.         | Josef Klimeš (1928–2018)                                             | 1984      | socha; nehodínský mramor, oblázky                     | Metro C-Nádraží Holešovice atrium                                                                                           |
| Betonáři (†)                                                                                          |                                                                                               | Pod dráhou 50°6′39,66″ s. š., 14°26′24,72″ v. d.              | neuveden                                                             |           | reliéf, beton                                         | zeď betonárky Wolf-Prefa, objekty zdemolovány po roce 2018                                                                  |
| Řeka                                                                                                  | Kategorie „Řeka (Jan Hendrych)“ na Wikimedia Commons                                          | Štvanická lávka 50°5′45,5″ s. š., 14°26′41,93″ v. d.          | Jan Hendrych (*1936)                                                 | 2023      | socha; výška 1,85 m, patinovaný vysokopevnostní beton | východ Ostrova Štvanice; na 150 cm vysokém kulatém soklu u paty rampy; vytvořeno v 70. letech 20. století, odhaleno 07/2023 |
| Nadpovrchový objekt 316 (Listy)                                                                       | Kategorie „Listy (Ellen Jilemnická)“ na Wikimedia Commons                                     | U Městských domů 50°6′27,41″ s. š., 14°26′43,74″ v. d.        | Ellen Jilemnická (*1946)                                             | 1980      | architektonický prvek, glazovaná keramika             | vnitroblok |
| Sedící žena                                                                                           | Kategorie „Sedící žena (Václav Bejček)“ na Wikimedia Commons                                  | Veletržní 1502/20 50°6′8,52″ s. š., 14°25′55,73″ v. d.        | Václav Bejček (1922–1983)                                            | 1967      | socha, travertin                                      | před Parkhotelem |
| Tři betonové pylony                                                                                   |                                                                                               | Vrbenského 50°6′34,67″ s. š., 14°26′25,69″ v. d.              | neuveden                                                             | 1985–1989 | pylon, beton                                          | Nádraží Praha-Holešovice, východní ústí průchodu k autobusovému nádraží                                                     |
| Lev                                                                                                   | Kategorie „Lev (Holešovice)“ na Wikimedia Commons                                             | Železničářů 50°6′24,29″ s. š., 14°26′21,17″ v. d.             | neuveden                                                             |           | socha, kámen                                          | soukromá zahrada |